# Haloragales
Haloragales es el nombre de un taxón de plantas perteneciente a la categoría taxonómica de orden, que fue utilizado por el sistema de clasificación de Cronquist (1981) y abandonado en los sistemas de clasificación actuales (como APG 1998, su sucesor APG II del 2003, y el más actualizado APWeb) debido a que no se recuperó una circunscripción monofilética que respondiera a ese nombre. 

## Caracteres
Herbáceas. Flores con perianto reducido o nulo, estilos libres, frutos indehiscentes, semillas con endosperma. Ovario ínfero con varios lóculos y un óvulo por lóculo.

## Ecología
La mayoría acuáticas o relacionadas con medios muy húmedos. 
Hidrofilia y anemofilia secundaria.

## Taxonomía
En el sistema de clasificación de Cronquist de 1981, el orden pertenecía a la subclase Rosidae y comprendía dos familias:
- Haloragaceae (la mayoría de las especies, 9 géneros, hoy en Saxifragales)
- Gunneraceae (un solo género, sudamericano, Gunnera, hoy en Gunnerales, un orden basal de eudicotiledóneas)

Hoy (APG, APG II, APWeb) el orden ya no se utiliza.